# Chlothar II.

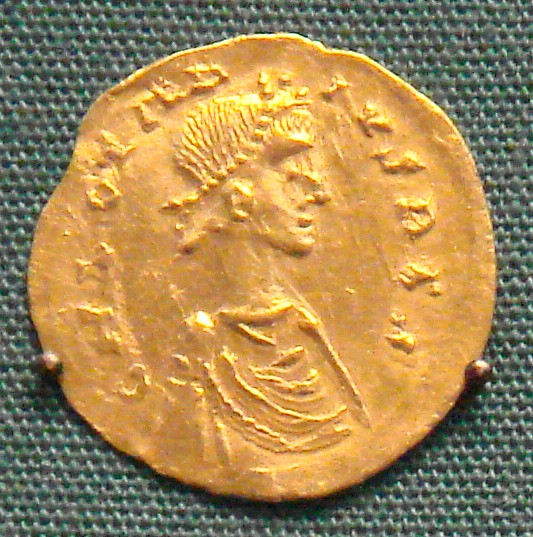
Münze Chlothars II.

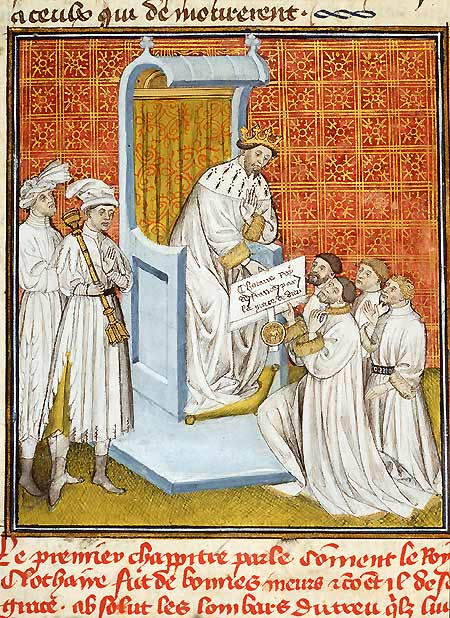
Chlothar II. in Verhandlung mit den Lombarden.

Chlothar II. (* 584; † zwischen 18. Oktober 629 und 8. April 630), genannt der Junge, aus dem Geschlecht der Merowinger war König der Franken von 584 bis 629.

## Leben
Chlothar war wenige Monate alt, als sein Vater Chilperich I. 584 ermordet wurde. Seine Mutter, Königin Fredegunde, verwaltete das Königreich bis zu ihrem Tod im Jahr 597. Sein Onkel Guntram I., König des burgundischen Teilreichs, stellte Fredegunde und Chlothar bis zu seinem Tod 592 unter seinen Schutz. Im Alter von 13 Jahren bestieg er den Thron.
Chlothar siegte 613 über Brunichild (Brunhilde), die Regentin von Burgund. Sie hatte ihren Urenkel Sigibert II. als neuen Herrscher über Austrasien erkoren ohne Abstimmung mit der Oberschicht. Daraufhin  wurde Chlothar von zahlreichen Großen eingeladen, die Herrschaft zu übernehmen und somit Brunichild zu stürzen. Nach einer erfolgreichen Schlacht ließ Chlothar sie, Sigibert II. und einen seiner Brüder hinrichten. Damit war Chlothar II. seit dem Tod seines Großvaters der erste König über das gesamte Frankenreich. Allerdings musste er im Jahre 614 dem fränkischen Adel, der entscheidend zu seinem Sieg über Brunhilde beigetragen hatte, im Edictum Chlotharii wichtige Zugeständnisse machen. Damit legte er den Grundstein für den späteren Aufstieg der Hausmeier, insbesondere der Karolinger. 617/18 bestachen die Langobarden alle drei merowingischen Hausmeier (Chucus, Gundoland und Warnachar), damit sie bei Chlothar eine Aufhebung der langobardischen Tributleistungen erwirkten, was auch geschah.
In Burgund blieb die Lage nach dem Tod der Brunichild angespannt, die Burgunder versuchten, wieder ein eigenständiges Teilkönigreich zu erschaffen. Godinus, der Sohn des burgundischen Hausmeiers Warnachar, heiratete 626 dessen Witwe und trat dessen Nachfolge an, allerdings ohne Zustimmung Chlothars. Chlothar lockte daraufhin Godinus nach Neustrien und ließ ihn umbringen. Das Amt des burgundischen Hausmeiers blieb bis 642 unbesetzt.
Insgesamt war Chlothars Regierungszeit eine Friedenszeit für das Frankenreich, so berichtet es zumindest die Fredegarchronik. Er verlegte seine Residenz von Rouen nach Paris und stellte die alten Grenzen der Teilkönigreiche wieder her. Zusammen mit der Herrschaft seines Sohnes gilt diese Zeit als letzter Höhepunkt des merowingischen Königtums.
623 übergab Chlothar das Königreich Austrasien, als Unterkönigreich auf Forderung des austrasischen Adels, seinem Sohn Dagobert I. Chlothar starb im Winterhalbjahr 629/630 und wurde in Paris in der Kirche St. Vincent beerdigt.

## Ehen und Nachkommen
Chlothar heiratete dreimal:
1. um 599 Heldetrud (Haldetrud), † vor 613, begraben St. Ouen in Rouen
2. Bertetrud, † 618, begraben in St. Vincent in Paris
3. Sigihild, 625/626 bezeugt, † 28. September 629, begraben in St. Vincent in Paris

Aus seiner ersten Ehe hatte er drei Kinder:
- Merowech, 604 bezeugt
- Sohn, † nach 613
- Dagobert I. (* 603; † 639)

Aus seiner zweiten Ehe hatte er einen weiteren Sohn, Charibert II. Darüber hinaus wird vermutet, dass Aemma, die Ehefrau des Königs Eadbald von Kent, eine Tochter von ihm war.